# Бенко, Леон
Ле́он Бе́нко (хорв. Leon Benko; род. 11 ноября 1983, Вараждин, Югославия) — хорватский футболист, нападающий клуба «Вараждин».

## Клубная карьера
Бенко начал играть в клубе своего родного города, где подписал первый профессиональный контракт. В своём третьем сезоне в «Вартексе» он стал одним из лидеров. Забил 14 мячей в Хорватской Первой лиге.
Летом 2005 года играл в Кубке Интертото, где забил четыре мяча тиранскому «Динамо» (4:1). Также забил два гола «Интеру» из Турку.
Весной 2006 года подписал контракт с немецким «Нюрнбергом» на три года с возможностью продления на один год. Дебютировал 12 августа 2006 года в матче против «Штутгарта» (3:0). В свой первый сезон сыграл семь матчей, пропустил вторую половину из-за травмы.
Свой первый гол забил 29 ноября 2007 года в Кубке УЕФА в матче против «Зенита» (2:2). Сыграл четыре матча в Кубке УЕФА сезона 2007/08.
В августе 2008 года переехал в Бельгию, где подписал годичный контракт с возможностью продления с клубом «Стандард». Дебютировал 16 августа 2008 года в матче против «Дендера».

## Карьера в сборной
Выступал за сборную до 21 года. За национальную сборную дебютировал на Кубке Карлсберг 2006 года в Гонконге.